# Mistrzostwa Ameryki Południowej w Lekkoatletyce 2005
43. Mistrzostwa Ameryki Południowej w Lekkoatletyce – zawody lekkoatletyczne, które odbyły się w kolumbijskim mieście Cali od 21 do 24 lipca 2005 roku. 

## Rezultaty

### Mężczyźni
| Konkurencja:                  | 1. miejsce                                                                                      | Rezultat  | 2. miejsce                                                                   | Rezultat  | 3. miejsce                                                                                          | Rezultat  |
| Bieg na 100 m                 | André da Silva                                                                                  | 10.32     | Vicente de Lima                                                              | 10.37     | Heber Viera                                                                                         | 10.43     |
| Bieg na 200 m                 | André da Silva                                                                                  | 20.33w    | Heber Viera                                                                  | 20.62w    | Geronimo Goeloe                                                                                     | 20.80w    |
| Bieg na 400 m                 | Andrés Silva                                                                                    | 45.38     | Sanderlei Parrela                                                            | 45.83     | Gustavo Aguirre                                                                                     | 46.43     |
| Bieg na 800 m                 | Fabiano Peçanha                                                                                 | 1:47.02   | Diego Gomes                                                                  | 1:48.30   | John Chávez                                                                                         | 1:48.65   |
| Bieg na 1500 m                | Fabiano Peçanha                                                                                 | 3:41.51   | Byron Piedra                                                                 | 3:41.90   | Javier Carriqueo                                                                                    | 3:45.53   |
| Bieg na 5000 m                | Byron Piedra                                                                                    | 14:12.24  | Jacinto López                                                                | 14:14.07  | Javier Carriqueo                                                                                    | 14:19.10  |
| Bieg na 10 000 m              | José Carrasco                                                                                   | 30:07.24  | John Cusi                                                                    | 30:14.74  | Diego Colorado                                                                                      | 30:15.55  |
| Bieg na 3000 m z przeszkodami | Mariano Mastromarino                                                                            | 9:02.89   | Fernando Fernandes                                                           | 9:04.46   | Sergio Lobos                                                                                        | 9:08.59   |
| Bieg na 110 m przez płotki    | Redelen dos Santos                                                                              | 13.46     | Paulo Villar                                                                 | 13.49     | Mateus Inocêncio                                                                                    | 13.72     |
| Bieg na 400 m przez płotki    | Tiago Bueno                                                                                     | 50.87     | Víctor Solarte                                                               | 51.00     | Cleverson da Silva                                                                                  | 52.32     |
| Chód na 20 000 m              | Jefferson Pérez                                                                                 | 1:22:54   | Rolando Saquipay                                                             | 1:22:55   | Luis Fernando López                                                                                 | 1:23:43   |
| Sztafeta 4 x 100 m            | Brazylia · André da Silva · Jorge Célio Sena · José Carlos Moreira · Vicente de Lima            | 39.17     | Kolumbia · Daniel Grueso · Harlin Echevarría · Eduar Mena · Nikol Navas      | 39.85     | Ekwador · Andrés Gallegos · Oscar Mina · Hugo Chila · Luis Morán                                    | 40.45     |
| Sztafeta 4 x 400 m            | Brazylia · Luis Eduardo Ambrósio · Sanderlei Parrela · Thiago Pereira Chyaromont · Wágner Souza | 3:04.15   | Kolumbia · Amilcar Torres · Franklin Murillo · Javier Mosquera · Carlos Peña | 3:05.94   | Argentyna · Iván Carlos Altamirano · Gustavo Aguirre · José Ignacio Pignataro · Christian Deymonnaz | 3:08.61   |
| Skok wzwyż                    | Gilmar Mayo                                                                                     | 2.22      | Erasmo Jara                                                                  | 2.19      | Rodrigo Santos                                                                                      | 2.16      |
| Skok o tyczce                 | Fábio Gomes da Silva                                                                            | 5.40      | Javier Benítez                                                               | 5.20      | Germán Chiaraviglio                                                                                 | 5.10      |
| Skok w dal                    | Erivaldo Vieira                                                                                 | 8.15      | Thiago Dias                                                                  | 7.93      | Esteban Copland                                                                                     | 7.92      |
| Trójskok                      | Jefferson Sabino                                                                                | 16.24     | Hugo Chilla                                                                  | 15.91     | Carlos Carabalí                                                                                     | 15.85     |
| Pchnięcie kulą                | Marco Antonio Verni                                                                             | 18.43     | Yojer Medina                                                                 | 18.32     | Jhonny Rodríguez                                                                                    | 18.22     |
| Rzut dyskiem                  | Jorge Balliengo                                                                                 | 60.97     | Marcelo Pugliese                                                             | 56.76     | Ronald Julião                                                                                       | 56.51     |
| Rzut młotem                   | Juan Cerra                                                                                      | 72.03     | Wagner Domingos                                                              | 67.33     | Patricio Palma                                                                                      | 67.10     |
| Rzut oszczepem                | Luiz da Silva                                                                                   | 79.44     | Júlio César de Oliveira                                                      | 73.60     | Noraldo Palacios                                                                                    | 73.54     |
| Dziesięciobój                 | Jorge Naranjo                                                                                   | 7489 pkt. | Ivan da Silva                                                                | 7437 pkt. | Andrés Mantilla                                                                                     | 7383 pkt. |

### Kobiety
| Konkurencja:                  | 1. miejsce                                                                      | Rezultat   | 2. miejsce                                                                                   | Rezultat   | 3. miejsce                                                                               | Rezultat   |
| Bieg na 100 m                 | Lucimar de Moura                                                                | 11.25      | Melisa Murillo                                                                               | 11.39      | Luciana dos Santos                                                                       | 11.46      |
| Bieg na 200 m                 | Lucimar de Moura                                                                | 22.98      | Felipa Palacios                                                                              | 23.14      | Wilmary Álvarez                                                                          | 23.14      |
| Bieg na 400 m                 | Maria Laura Almirão                                                             | 52.32      | Geisa Coutinho                                                                               | 52.94      | Wilmary Álvarez                                                                          | 53.57      |
| Bieg na 800 m                 | Rosibel García                                                                  | 2:03.28    | Jenny Mejías                                                                                 | 2:04.93    | Perla dos Santos                                                                         | 2:06.04    |
| Bieg na 1500 m                | Rosibel García                                                                  | 4:29.63    | María Peralta                                                                                | 4:30.37    | Valeria Rodríguez                                                                        | 4:31.35    |
| Bieg na 5000 m                | Bertha Sánchez                                                                  | 16:47.03   | Lucélia Peres                                                                                | 17:03.55   | Nadir Sabino Siqueira                                                                    | 17:16.33   |
| Bieg na 10 000 m              | Bertha Sánchez                                                                  | 34:34.40   | Lucélia Peres                                                                                | 34:51.12   | Ruby Riativa                                                                             | 35:38.02   |
| Bieg na 3000 m z przeszkodami | Patrícia Lobo                                                                   | 10:36.21   | Mónica Amboya                                                                                | 10:43.67   | Yolanda Caballero                                                                        | 10:48.36   |
| Bieg na 100 m przez płotki    | Maíla Machado                                                                   | 13.18      | Princesa Oliveros                                                                            | 13.51      | Brigitte Merlano                                                                         | 13.68      |
| Bieg na 400 m przez płotki    | Perla dos Santos                                                                | 58.33      | Lucimar Teodoro                                                                              | 59.27      | Lucy Jaramillo                                                                           | 59.78      |
| Chód na 20 000 m              | Sandra Zapata                                                                   | 1:40:54.20 | Tatiana Orellana                                                                             | 1:45:12.40 | Gianetti Bonfim                                                                          | 1:47:16.10 |
| Sztafeta 4 x 100 m            | Kolumbia · Melisa Murillo · Felipa Palácios · Darlenis Obregón · Norma González | 43.17      | Brazylia · Luciana dos Santos · Lucimar de Moura · Raquel da Costa · Tathiana Regina Ignácio | 44.35      | Chile · María José Echeverría · Fernanda Mackenna · Nicole Manriquez · Daniela Riderelli | 45.37      |
| Sztafeta 4 x 400 m            | Brazylia · Lucimar Teodoro · María Laura Almirão · Geisa Coutinho · Amanda Dias | 3:29.24    | Kolumbia · Felipa Palácios · Norma González · Rosibel García · Alejandra Idrovo              | 3:36.95    | Chile · Francisca Guzmán · Fernanda Mackenna · Nicole Manriquez · Daniela Riderelli      | 3:40.49    |
| Skok wzwyż                    | Caterine Ibargüen                                                               | 1.93       | Solange Witteveen                                                                            | 1.88       | Eliana da Silva Marielys Rojas                                                           | 1.79       |
| Skok o tyczce                 | Joana Costa                                                                     | 4.20       | Fabiana Murer                                                                                | 4.00       | Milena Agudelo                                                                           | 4.00       |
| Skok w dal                    | Luciana dos Santos                                                              | 6.39       | Keila Costa                                                                                  | 6.32       | Caterine Ibargüen                                                                        | 6.30       |
| Trójskok                      | Gisele de Oliveira                                                              | 13.90      | Keila Costa                                                                                  | 13.75      | Caterine Ibargüen                                                                        | 13.59      |
| Pchnięcie kulą                | Andréa Pereira                                                                  | 16.60      | Luz Dary Castro                                                                              | 16.27      | Rosario Ramos                                                                            | 14.67      |
| Rzut dyskiem                  | Luz Dary Castro                                                                 | 53.49      | Rosario Ramos                                                                                | 52.46      | Renata de Figueirêdo                                                                     | 51.74      |
| Rzut młotem                   | Jennifer Dahlgren                                                               | 65.05      | Johana Moreno                                                                                | 61.65      | Rosa Rodríguez                                                                           | 61.51      |
| Rzut oszczepem                | Alessandra Resende                                                              | 56.06      | Zuleima Araméndiz                                                                            | 54.81      | Romina Maggi                                                                             | 48.76      |
| Siedmiobój                    | Elizete da Silva                                                                | 5429 pkt.  | Andrea Bordalejo                                                                             | 5249 pkt.  | Daniela Crespo                                                                           | 5170 pkt.  |

## Klasyfikacja medalowa
| Miejsce | Kraj                | Złoto | Srebro | Brąz | Razem |
| 1       | Brazylia            | 25    | 16     | 10   | 51    |
| 2       | Kolumbia            | 10    | 10     | 13   | 33    |
| 3       | Argentyna           | 4     | 6      | 8    | 18    |
| 4       | Ekwador             | 2     | 5      | 2    | 9     |
| 5       | Chile               | 2     | 1      | 4    | 7     |
| 6       | Urugwaj             | 1     | 1      | 1    | 3     |
| 7       | Wenezuela           | 0     | 4      | 6    | 10    |
| 8       | Peru                | 0     | 1      | 0    | 1     |
| 9       | Antyle Holenderskie | 0     | 0      | 1    | 1     |